# Kamishibai

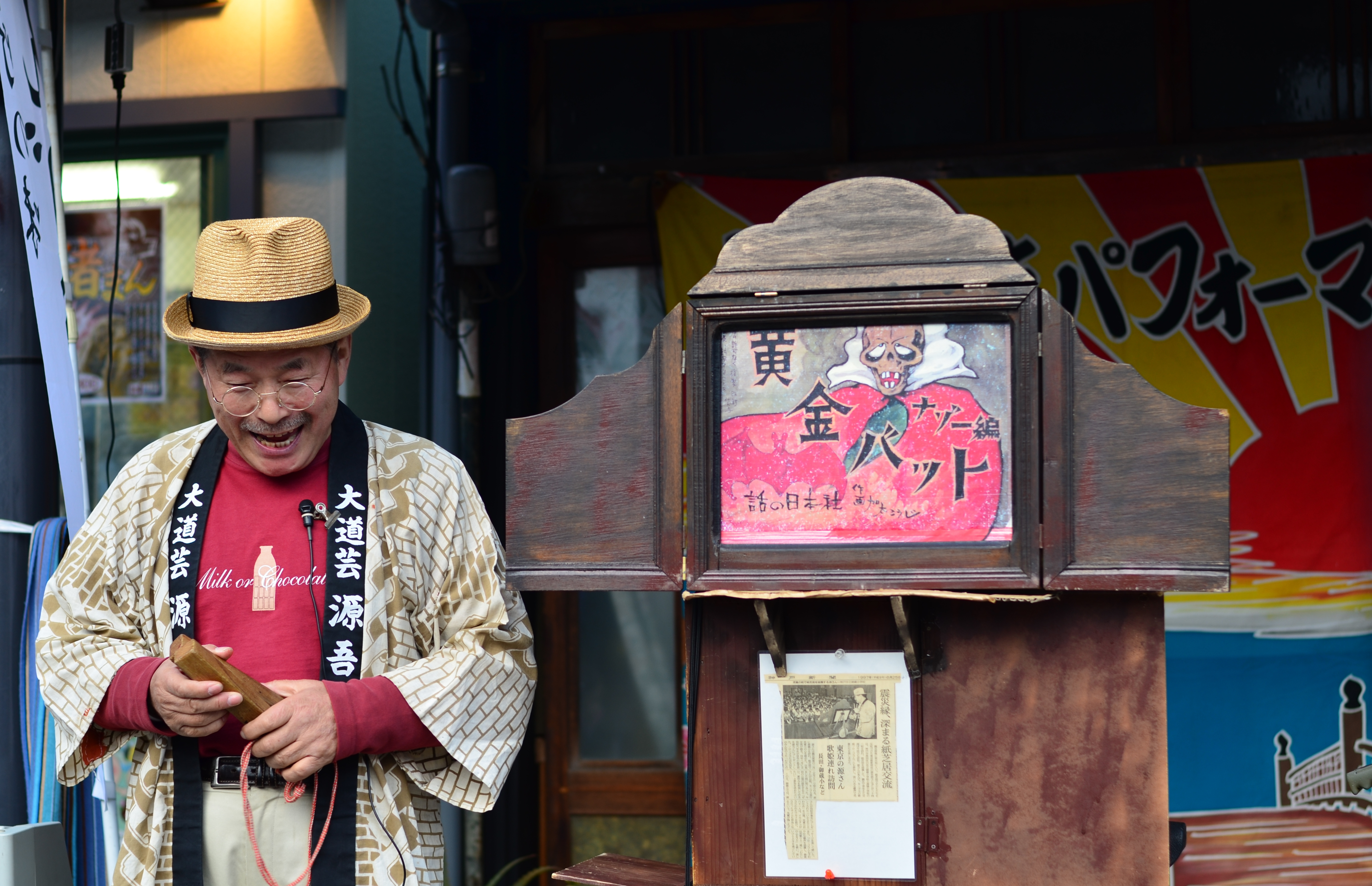
Conte de kamishibai sur Ōgon Bat

Le kamishibai (紙芝居, littéralement « pièce de théâtre sur papier ») est un genre narratif japonais, sorte de théâtre ambulant où des artistes racontent des histoires en faisant défiler des illustrations devant les spectateurs.
Il était courant dans le pays au début du XXe siècle jusque dans les années 1950. Le super-héros Ōgon Bat est à l'origine apparu dans un kamishibai.

## Histoire
Le kamishibai a suivi l'histoire du Japon depuis le VIIIe siècle. Son origine véritable remonterait au XIIe siècle, époque à laquelle, dans les temples bouddhistes, les moines se servaient des emaki (rouleaux de dessins) pour transmettre des histoires moralisatrices à une audience généralement illettrée[réf. souhaitée].
Après un long endormissement, il a connu un renouveau à la fin du XIXe siècle avec l'apparition du cinéma au Japon, mais ce n'est qu'en 1923 qu'apparaît le premier kamishibai pour enfants, intitulé La Chauve-souris d'or (Ōgon Bat) et inspiré des mangas (mot désignant initialement les croquis burlesques créés par le peintre Hokusai au XVIIIe siècle).
Les années 1950 sont considérées comme l'âge d'or du kamishibai : près de 50 000 conteurs se produisaient alors dans tout le Japon. Ōgon Bat était l'un des personnages les plus populaires, et de nombreuses histoires le mettant en scène étaient créées par divers auteurs. Plusieurs grands mangakas débutèrent par le kamishibai, tels que Shigeru Mizuki, Gōseki Kojima ou Sampei Shirato. Le kamishibai était alors parfois appelé gageki (画劇), « théâtre en images ». ibai dans les années 1960.

## Description
Le kamishibai ou « théâtre d'images » signifie littéralement : « jeu théâtral en papier ». C'est une technique de contage d'origine japonaise basée sur des images (planches cartonnées 37 x 27,5 cm, en papier à l'origine) défilant dans un petit théâtre en bois (à l'origine) ou en carton, à trois ou deux portes appelé butai (舞台, littéralement « scène »). Il se rapproche du théâtre de Guignol, mais avec des images à la place des marionnettes
Les planches cartonnées, illustrations du kamishibai, racontent une histoire, chaque image présentant un épisode du récit. Le recto de la planche, tourné vers le public, est entièrement couvert par l'illustration, alors que le verso est réservé au texte, très lisible, avec une image miniature (une vignette) en noir et blanc reproduisant le dessin vu par les spectateurs. Les planches illustrées sont introduites dans la glissière d'un butai (petit théâtre en bois ou en carton) fermé par deux ou trois volets à l'avant. Une fois ouvert, les deux volets latéraux dirigés vers l'avant assurent l'équilibre de l'objet. L'arrière est évidé pour que le conteur puisse lire le texte. Le butai se pose sur une petite table, mais à l'origine il était à l'arrière d'un vélo.
Contrairement à la page tournée d'un livre, la planche suivante du kamishibai apparaît en s'intégrant dans la scène précédente. Il est important que le conteur soit attentif aux indications scéniques inscrites dans le texte par l'éditeur. Parfois le passage se fait très lentement, en continu, parfois il est nécessaire de retirer l'image en deux ou trois étapes, en s'arrêtant aux traits de repère pour créer du suspense, parfois l'image est retirée rapidement, créant un effet de surprise. Cette technique, particulière au kamishibai, donne du mouvement à l'illustration, comme dans un dessin animé, et multiplie les scènes imagées par deux ou trois.
Le kamishibai peut être utilisé facilement dans tous les lieux de rencontres (bibliothèques, écoles, hôpitaux, prisons, maisons de retraite). Il est utile pour l'alphabétisation, la lecture de l'image, l'apprentissage de la lecture à haute voix, la création et l'écriture d'histoires par les enfants.

## Une pratique vivante

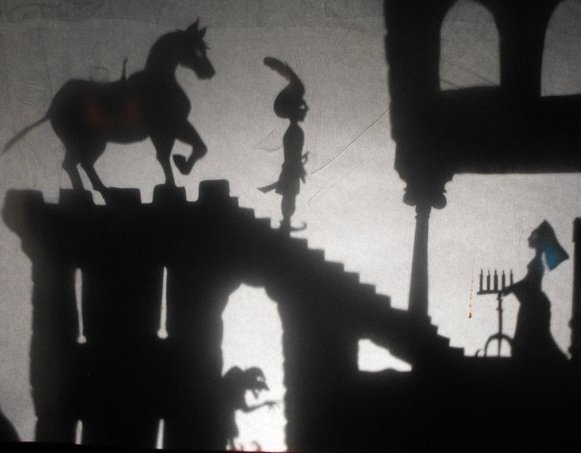
Conte persan extrait du spectacle Contes en Ombres de la Cie Coppelius

Depuis les années 1970, le kamishibai s'est répandu dans le monde entier (Suisse, France, Hollande, Belgique, États-Unis) et s'est adapté aux conditions culturelles des pays d'accueil. En tant que technique de conte, le kamishibai peut se rattacher au domaine du théâtre d'objets ou d’effigies. Il permet de proposer des spectacles peu onéreux, qui s'appuient sur un dispositif léger. Ils peuvent être joués en appartement autant que devant une collectivité. Quelques compagnies professionnelles de théâtre et de marionnettes proposent des spectacles mettant en jeu la technique du kamishibai. La compagnie Coppelius a associé la technique du kamishibai et celle du théâtre d'ombres.